# 氷上志計志麻呂
氷上 志計志麻呂（ひがみ の しけしまろ）は、奈良時代の貴族。天武天皇の曾孫。中納言・氷上塩焼の子。

## 経歴
父・塩焼は天平宝字2年（758年）に氷上真人姓を与えられ臣籍降下しているが、志計志麻呂の誕生がその以前か以後かは明らかでない。天平宝字8年（764年）藤原仲麻呂の乱にて、塩焼は藤原仲麻呂によって天皇に擁立されようとして殺害された際、不破内親王が称徳天皇と異母姉妹であったことから、不破内親王・志計志麻呂母子は連坐を免れている。
神護景雲3年（769年）不破内親王は県犬養姉女・忍坂女王・石田女王らと共に、称徳天皇を呪詛してその命を縮め、志計志麻呂を皇位につけようとする巫蠱の術を行ったとして処罰された。その際に発せられた宣命によれば、天皇の髪の毛を盗んで佐保川の髑髏に入れ、宮中に持参してまじないを行うこと3度に及んだという。不破は内親王の身位と皇親の身分を奪われ「厨真人厨女」と賜姓・改名のうえで、平城京内に居住することを禁止された。志計志麻呂は土佐国に配流された。共犯の3人の女性もそれぞれ遠流に処せられた。
その後の志計志麻呂の消息は明らかでないが、高知県須崎市には志計志麻呂の供養塔がある。
宝亀2年（771年）になって、この呪詛事件発覚のきっかけとなった丹比乙女の訴えが誣告であったとされ、県犬養姉女・忍坂女王が赦免された。なお、不破の内親王復帰は翌宝亀3年（772年）12月にずれこんでいる。
なお、林陸朗は古語に「しけし」（穢れる、荒れるなどの意）との表現があることから、母の不破が卑しい名前に改名させられたのと同様に、志計志麻呂もこのときに改名させられたものであって、実は、弟とされる氷上川継と同一人物と推測している。志計志麻呂と川継の事績が時間的に重ならないこともこの推測の傍証となっている。

## 系譜
- 父：氷上塩焼
- 母：不破内親王 - 聖武天皇の皇女
- 妻：不詳